# 马海阿贝犹太庙
马海阿布犹太会堂（Maghain Aboth Synagogue）是新加坡的一座犹太会堂，位于新加坡中区的滑铁卢街。

## 历史
马海阿布犹太会堂兴建于1878年，是东南亚最古老的犹太会堂。一些新加坡的最早的犹太定居者的后代仍然在新加坡生活、做生意。 
1998年2月27日，马海阿布犹太会堂被列为新加坡国家古迹。